# Poczucie samoskuteczności
Uzasadnienie:  Oba artykuły mówią o tym samym, o "przekonaniu, że się jest w stanie zrealizować określone działanie", ale w nieco inny sposób
Poczucie samoskuteczności (także: poczucie własnej skuteczności, ang. self-efficacy) – poczucie jednostki ludzkiej o posiadaniu zdolności do wykonania określonego działania (zadania) w zmiennych lub nowych warunkach, także pod działaniem stresu. Tradycyjny zakres rozumienia tego pojęcia nakreślił Albert Bandura. 
Poczucie samoskuteczności należy do podstawowych konstruktów w obrębie społecznych teorii poznawczych. Wiąże się z motywacyjno-behawioralnym aspektem funkcjonowania jednostek i wyraża potencjał wiary zarówno w siebie, jak i posiadane możliwości, niezależnie od istniejących warunków otoczenia. Jest to jeden z istotnych elementów poznawczych regulujących zachowania ludzkie. Uczestniczy w kształtowaniu osobistej kontroli zachowań zgodnie z regułami samospełniającej się przepowiedni. 
Poczucie własnej skuteczności może mieć charakter zgeneralizowany, jak również odnosić się do konkretnych zadań lub sytuacji. Nie jest ono tożsame z oczekiwaniem osiągnięcia satysfakcjonującego wyniku danego działania.
Początkowo badania nad tym procesem koncentrowały się wokół ustalenia jego znaczenia w eliminowaniu zachowań lękowych. Potem badania stopniowo rozszerzały się, w miarę identyfikowania stopnia znaczenia procesu dla podejmowania różnorakich działań przez człowieka.